# Troglohyphantes diurnus
Troglohyphantes diurnus este o specie de păianjeni din genul Troglohyphantes, familia Linyphiidae, descrisă de Josef Kratochvíl în anul 1932. Conform Catalogue of Life specia Troglohyphantes diurnus nu are subspecii cunoscute.